# Біртяєви
Біртя́єви (рос. Биртяевы) — присілок у складі Котельницького району Кіровської області, Росія. Входить до складу Біртяєвського сільського поселення.
Населення становить 11 осіб (2010, 7 у 2002).
Національний склад станом на 2002 рік — росіяни 100 %.